# 2832 Лада
2832 Лада (енгл. 2832 Lada) је астероид главног астероидног појаса са средњом удаљеношћу од Сунца која износи 2,475 астрономских јединица (АЈ).
Апсолутна магнитуда астероида је 12,6.